# Тикваста пухара
Тикваста пухара (лат. Lycoperdon perlatum) је јестива гљива из фамилије Agaricaceae. Сматра се да латинско име рода потиче од речи lykos (вук) и речи perdon (гас) или речи perdo (уништавам), због веровања да ова гљива расте из вучјег измета. Епитет perlatum означава да је широко распрострањен. Народни назив, тикваста пухара, дугује изгледу свог плодоносног тела, које подсећа на тиквицу. Први пут је описана 1796. године од стране јужноафричког миколога Kristijana Hendrika Persuna.

## Опис
Плодоносно тело је ширине од 2 cm до 6 cm, а висине од 3 cm до 8 cm. Састоји се из горњег плодног дела (главе), који је лоптастог облика и доњег стерилног дела, односно дршке. Изглед ове гљиве подсећа на сијалицу. Глава је округласта до благо спљоштена и на њеној површини су густо распоређене кратке, беле бодље, које се при додиру мрве и лако отпадају. Бодље су дужине до 1 мм и често су окружене мањим бодљама или брадавицама. На местима где бодља отпадне, често остаје ожиљак у виду мрежице. На самом врху се налази мало испупчење, на којем приликом сазревања гљиве настаје отвор. Унутрашњост главе представља глебу, која је код младих примерака бела и чврста, а потом постаје жута и сунђераста, да би код зрелих примерака била смеђе боје и прашкаста (због спора). Дршка је димензија 3-8 x 1,5-3 cm. Кратка је, ваљкастог облика, при основи сужена и глатка, односно не поседује бодље. Првобитно је беле или помало бледо смеђе боје, сува на додир и тиквастог облика. Старењем постаје жуто, па тамносмеђа, а кад сазри на врху настане рупа у облику кратера кроз који излазе споре.
Базидије су у облику чуњева, димензија  5–6 µм. Свака базидија носи по 4 споре. Споре су лоптастог облика, дебелозидне, брадавичасте и зелене до маслинасте боје. Димензије им износе 3,5-4 µм. Отисак спора је смеђ.

### Народни називи
Осим назива тикваста пухара, у народу је још позната и као прхавица, пуша или пупа.

## Jestivost
Гљива је јестива само док је млада, односно док је на пререзу и плодиште (глеба) беле боје. Дршка се не конзумира. Благог је укуса и слабе и пријатне ароме. Добар су извор протеина. Од масних киселина садрже: линолну киселину (37% укупних масних киселина), олеинску киселину (24%), палмитинску киселину (14.5%) и стеаринску киселину (6.4%). Пре припреме за јело, потребно ју је ољуштити, односно уклонити перидијум. Може се јести чак и сирова. Углавном се користи пржена или као додатак супи, уместо кнедли. Није погодна за сушење и кисељење.

## Екологија
Сапротрофна је врста. Ова гљива биоакумулира тешке метале који су присутни у земљи, тако да може представљати биоиндикатор загађења тла тешким металима и селеном.

## Распрострањеност и станиште
Космополитска је врста, распрострањена скоро у целом свету. Расте појединачно или се у близини може наћи више плодоносних тела, а може расти и у групама. Настањује четинарске или листопадне шуме. Плодоноси од априла до краја новембра.

## Могућност замене
Како је тивкаста пухара специфичног облика, замена с другим гљивама је тешко могућа, осим са врстом Lycoperdon saccatum која је такође јестива и доброг квалитета. Ова гљива је позната, међутим, нажалост слабо је познато да је јестива и укусна. Могућа је и замена са неким младим отровним гљивама из рода Amanita, али само ако се не направи пресек - у том случају ће се код Amanita видети листићи у развоју, а код пухаре је унутрашњост бела и сунђераста.
|  | Опис гљиве у овом чланку није потпун нити је довољан за коректну и сигурну идентификацију гљиве. Непажњом врло лако се јестиве гљиве могу помешати са отровним. Уколико се поједу отровне уместо јестивих гљива, може доћи до тешких оштећења појединих органа, или до смрти оног који их је појео. Aко желите да скупљате гљиве, не препоручује се коришћење описа из овог чланка за препознавање, већ да се обавестите о изгледу и начину препознавања код неког стручњака за гљиве. |

#### Опасност
Удисање спора зреле гљиве у већој количини може изазвати знатне здравствене сметње. Споре поседују бодље које могу изазвати снажну иритацију плућа (ликопердоноза) приликом удисања.

## Сродне врсте
- - Трбушаста пухара
- - Крушкаста пухара
- - Смеђа пухара